# Проезд Олимпийской Деревни
Проезд Олимпи́йской Дере́вни — проезд, расположенный в Западном административном округе города Москвы на территории района Тропарёво-Никулино.

## История
Проезд получил своё название в 1990 году по близости к Олимпийской Деревне (по другим данным назван в 1993 году по улице Олимпийская деревня, к которой проезд примыкал).

## Расположение
Проезд Олимпийской Деревни проходит от улицы Коштоянца на северо-запад, поворачивает на юго-запад и проходит параллельно улице Мичуринский Проспект, Олимпийская Деревня, с юго-востока к нему примыкает Никулинский проезд, затем проезд поворачивает на северо-запад, после чего к нему с северо-востока примыкает улица Мичуринский Проспект, Олимпийская Деревня, проезд проходит далее до Мичуринского проспекта.

## Примечательные здания и сооружения
По нечётной стороне:
По чётной стороне:

## Транспорт

### Автобус
- м27, 667, с17: от Никулинского проезда до безымянного проезда, ведущего к улице Мичуринский Проспект, Олимпийская Деревня, и от безымянного проезда до улицы Коштоянца

### Метро
- Станция метро «Юго-Западная» Сокольнической линии — юго-восточнее проезда, на проспекте Вернадского
- Станция метро «Озёрная» — западнее улицы, на Озёрной площади, на пересечении Мичуринского проспекта с Никулинской улицей